# Bevolkingsinitiatief tegen de bouw van minaretten

Kaart met de uitslag van het referendum per kanton.

Het bevolkingsinitiatief tegen de bouw van minaretten was een bevolkingsinitiatief op federaal niveau in Zwitserland waarbij op 29 november 2009 de Zwitserse bevolking en de Zwitserse kantons in een referendum toestemden met een grondwettelijk verbod op het bouwen van minaretten. Dit referendum was zeer controversieel en lokte zowel in Zwitserland als in het buitenland uiteenlopende reacties uit.

## Context
In 2000 telde Zwitserland 340.000 moslims op een totale bevolking van 7,4 miljoen inwoners, zijnde 4,3% van de bevolking. Het aantal moslims steeg van 16.000 in 1970 naar 57.000 in 1980 en 400.000 in 2009. In 2006 bestonden er in Zwitserland ongeveer 120 gebedsplaatsen voor moslims. In 2007 telde het land vier moskeeën met een minaret, zijnde de Mahmud-moskee in Zürich (gebouwd in 1963), de moskee van Genève (gebouwd in 1978) en de moskeeën van Winterthur en Wangen bei Olten.

## Bevolkingsinitiatief

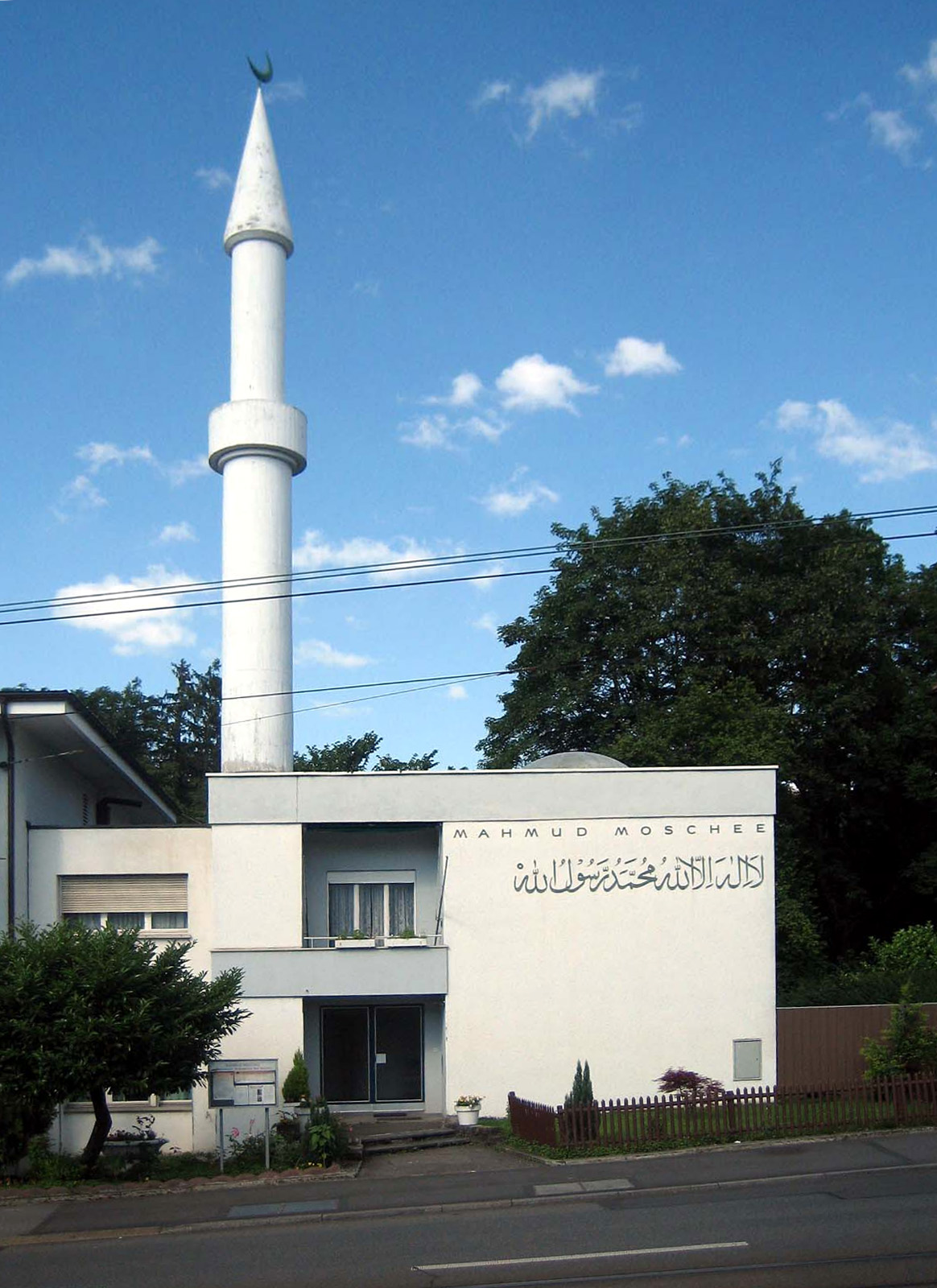
De minaret van de Mahmud-moskee in Zürich.

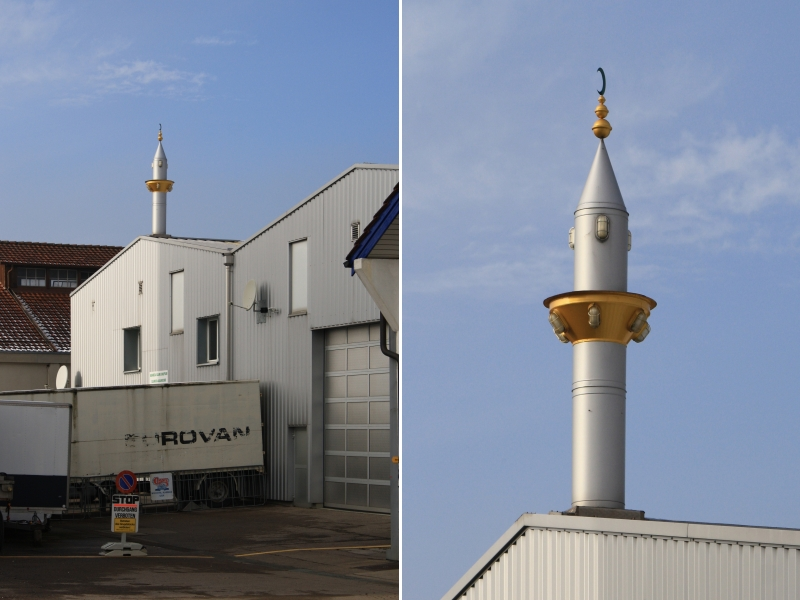
De minaret van Winterthur.

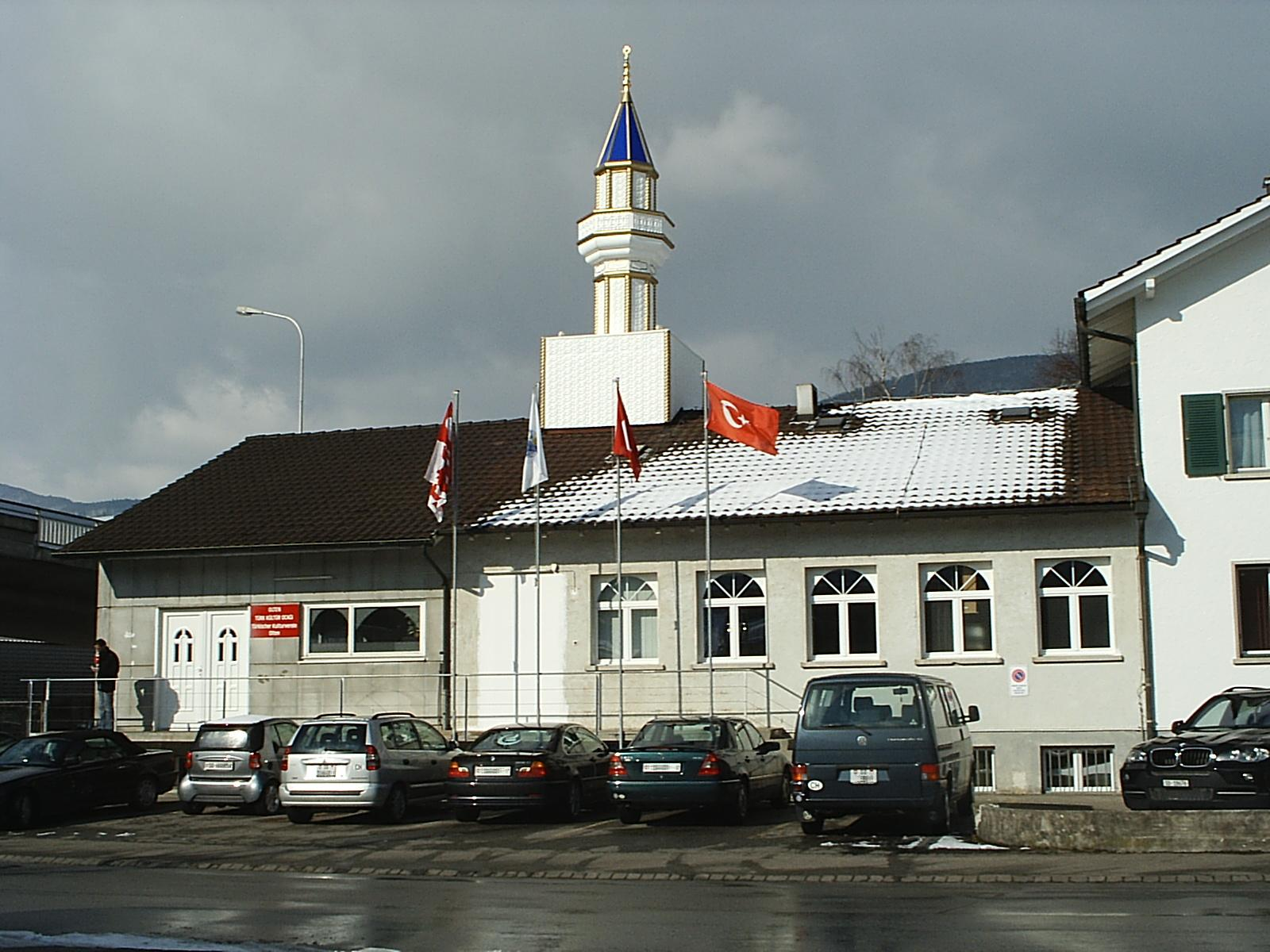
De minaret van Wangen bei Olten.

Zestien Zwitserse politici, waaronder veertien leden van de Zwitserse Volkspartij (SVP/UDC), richtten in Flaach een initiatiefcomité op en lanceerden op 1 mei 2007 hun bevolkingsinitiatief, dat voorstelde om in artikel 72 van de Zwitserse Grondwet een nieuw derde lid toe te voegen dat zou luiden: "De bouw van minaretten is verboden." Op 8 juli 2008 werden 114.137 handtekeningen ingediend bij de Zwitserse Bondskanselarij, waarvan er op 28 juli van dat jaar 113.540 geldig werden verklaard. Om een bevolkingsinitiatief af te dwingen zijn minstens 100.000 handtekeningen vereist.

### Officiële standpunten
Na de indiening van het bevolkingsinitiatief sprak de Bondsraad zich bij monde van bondspresident Pascal Couchepin (FDP/PRD) uit tegen het voorstel. Men adviseerde de bevolking dan ook het bevolkingsinitiatief te verwerpen. Het voorstel werd door de regering beschouwd als een belangrijke beperking aan de vrijheid voor moslims om hun geloof in het openbaar te belijden, wat haaks zou staan op de waarden van een vrije samenleving en een directe democratie. Tijdens een persconferentie op 15 oktober 2009 stelde Bondsraadslid Eveline Widmer-Schlumpf (hoewel ex-SVP/UDC) dat het voorstel inging tegen de principes van de vrijheid van godsdienst en vrijheid van geweten en tegen het gelijkheidsbeginsel en het de religieuze vrede in gevaar bracht.
Het debat over het bevolkingsinitiatief in de Bondsvergadering ging van start in maart 2009. In de Nationale Raad leidde dit tot een debat dat vijf uur duurde. De linkse partijen verwierpen het bevolkingsinitiatief, dat volgens de socialist Andreas Gross "de democratie bedreigde" en dat volgens zijn collega Carlo Sommaruga "een schending was van het internationaal recht en de fundamentele waarden van Zwitserland". Ecologist Antonio Hodgers noemde het de "aanzet naar nieuwe godsdienstoorlogen". Hans Fehr van de Zwitserse Volkspartij noemde een minaret dan weer "het bajonet van de islam". Hoewel een meerderheid in de Nationale Raad (128 stemmen tegen 53) het bevolkingsinitiatief niet beschouwde als een schending van het jus cogens (dwingend internationaal recht), werd het voorstel niettemin weggestemd met 129 stemmen tegen 50.
Tezelfdertijd noemde voormalig rechter in het Bondshooggerechtshof Giusep Nay het voorstel een schending van de godsdienstvrijheid. In de aanloop naar het referendum over dit bevolkingsinitiatief deden de grote politieke partijen van Zwitserland volgende aanbevelingen aan de bevolking: de Sociaaldemocratische Partij van Zwitserland (SP/PS), de Vrijzinnig-Democratische Partij.De Liberalen (FDP/PLR), Christendemocratische Volkspartij (CVP/PDC), de Groene Partij van Zwitserland (GPS/PES), de Groen-Liberale Partij (GLP/PVL), de Burgerlijk-Democratische Partij (BDP/PBD), de Evangelische Volkspartij (EVP/PEV), de Christelijk-Sociale Partij van Zwitserland (CSP/PCS) en de Zwitserse Partij van de Arbeid (PdA/PST) gaven het advies om tegen het voorstel te stemmen. De Zwitserse Volkspartij (SVP/UDC) en de Federaal-Democratische Unie (EDU/UDF) gaven het advies om voor te stemmen.

### Campagne

#### Voorstanders
Volgens Ulrich Schlüer (SVP/UDC), een van de leden van het initiatiefcomité, waren minaretten "het symbool van een politiek-religieuze machtopeising die in strijd is met de fundamentele rechten van anderen". Zijn partijgenoot Oskar Freysinger verklaarde dan weer "geen garanties te hebben dat de islam het burgerlijk recht in Zwitserland zonder voorbehoud aanvaardt" en zag in de minaret "een politiek symbool dat een alternatieve rechtsorde zou invoeren, daar een minaret zonder muezzin zijn culturele functie verloor". Bovendien, zo stelde Freysinger, "staat een minaret niet beschreven in de Koran als een noodzakelijk symbool voor het uitoefenen van het islamitische geloof."
Een bepaalde campagneaffiche van het initiatiefcomité lokte controverse uit en werd onder meer in Lausanne, Fribourg, Neuchâtel en Yverdon-les-Bains verboden wegens schending van de openbare orde.

#### Tegenstanders
Nadat de eerste peilingen een voorsprong aangaven van de tegenstanders van het bevolkingsinitiatief, doken ook in de schoot van de Zwitserse Volkspartij tegenstemmen op. Zo vreesde SVP/UDC-lid van de Nationale Raad Peter Spuhler een boycot van Zwitserland op internationaal vlak in geval van aanname van het initiatief. Ueli Maurer, op dat moment het enige lid van de Bondsraad van SVP/UDC-signatuur, verklaarde dat het initiatief een "fout signaal" was, "omdat het kan worden begrepen als vijandig ten aanzien van buitenlanders en als te weinig genuanceerd."
De socialist Andreas Gross stelde dat dit initiatief inging tegen de Zwitserse Grondwet en de mensenrechten. Antonio Hodgers (Groene Partij), die rapporteur was van de parlementaire commissie die het initiatief had onderzocht, onderstreepte het belang van fundamentele rechten zoals de godsdienstvrijheid en de noodzaak om de vrede tussen de mensen in Zwitserland te handhaven. Hij ontkende tevens dat de minaret een politieke betekenis zou hebben en maakte zich zorgen over de perceptie rond deze zaak in de moslimwereld in geval van een mogelijke aanname van het initiatief. Hij verwees tevens naar het historisch precedent van de Uitzonderingsartikels in de Zwitserse Grondwet die aan het einde van de 19e eeuw werden ingevoerd om Zwitserland te beschermen tegen de invloed van het Vaticaan, maar die gedurende de 20e eeuw zeer omstreden zouden zijn en uiteindelijk zouden worden afgeschaft.
Onder de religieuze leiders verklaarde bisschop van Bazel Kurt Koch reeds eerder dat hij geen enkel probleem zag in het bouwen van minaretten.
Op grond van deze verschillende stellingnames groeide het debat over dit bevolkingsinitiatief uit tot een debat over de grondwettelijkheid ervan en de verenigbaarheid van een minarettenverbod met het Europees Verdrag voor de Rechten van de Mens (EVRM), waarbij Zwitserland partij is, en meer bepaald de verenigbaarheid met artikel artikel 9 over de godsdienstvrijheid samen gelezen met artikel 14 betreffende het verbod op discriminatie.

## Resultaat
Hoewel de peilingen voorafgaandelijk wezen in de richting van een afwijzing van het bevolkingsinitiatief, werd het toch met een dubbele meerderheid (zowel bij de bevolking als bij de kantons) goedgekeurd met 57,5% van de stemmen in 19,5 kantons van de 23, maar ook in het licht van een grote absentie van 46,24%. Enkel in Basel-Stadt (48,4%) en in de Franstalige kantons Neuchâtel (49,3%), Vaud (46,9%) en Genève (40,3%) behaalde het bevolkingsinitiatief geen meerderheid.
De officiële resultaten per kanton waren als volgt:
| Kanton                 | Aantal kiezers | Opkomst   | Percentage opkomst | Ja        | Nee       | Percentage ja | Percentage nee |
| ---------------------- | -------------- | --------- | ------------------ | --------- | --------- | ------------- | -------------- |
| Zürich                 | 864.730        | 466.910   | 53,99%             | 239.656   | 222.923   | 51,8%         | 48,2%          |
| Bern                   | 707.007        | 367.978   | 52,05%             | 221.082   | 142.360   | 60,8%         | 39,2%          |
| Luzern                 | 253.818        | 137.325   | 54,10%             | 82.603    | 52.344    | 61,2%         | 38,8%          |
| Uri                    | 25.949         | 13.486    | 51,97%             | 8.464     | 4.805     | 63,8%         | 36,2%          |
| Schwyz                 | 96.397         | 49.739    | 51,60%             | 32.752    | 16.655    | 66,3%         | 33,7%          |
| Obwalden               | 24.680         | 15.049    | 60,98%             | 9.131     | 5.496     | 62,4%         | 37,6%          |
| Nidwalden              | 30.006         | 17.094    | 56,97%             | 10.399    | 6.170     | 62,8%         | 37,2%          |
| Glarus                 | 25.750         | 12.080    | 46,91%             | 8.259     | 3.750     | 68,8%         | 31,2%          |
| Zug                    | 70.903         | 43.871    | 61,87%             | 24.632    | 18.823    | 56,7%         | 43,3%          |
| Fribourg               | 179.878        | 92.702    | 51,54%             | 50.970    | 40.226    | 55,9%         | 44,1%          |
| Solothurn              | 170.811        | 96.068    | 56,24%             | 60.844    | 34.293    | 64,0%         | 36,0%          |
| Bazel-Stad             | 113.740        | 65.919    | 57,96%             | 31.454    | 33.581    | 48,4%         | 51,6%          |
| Bazel-Landschap        | 185.704        | 96.700    | 52,07%             | 56.789    | 38.095    | 59,9%         | 40,1%          |
| Schaffhausen           | 49.000         | 34.412    | 70,23%             | 21.065    | 12.106    | 63,5%         | 36,5%          |
| Appenzell Ausserrhoden | 37.387         | 21.763    | 58,21%             | 13.749    | 7.834     | 63,7%         | 36,3%          |
| Appenzell Innerrhoden  | 11.138         | 5.538     | 49,72%             | 3.874     | 1.548     | 71,4%         | 28,6%          |
| Sankt Gallen           | 305.694        | 164.531   | 53,82%             | 107.765   | 55.841    | 65,9%         | 34,1%          |
| Graubünden             | 133.848        | 62.562    | 46,74%             | 35.791    | 25.312    | 58,6%         | 41,4%          |
| Aargau                 | 389.972        | 202.889   | 52,03%             | 128.964   | 72.583    | 64,0%         | 36,0%          |
| Thurgau                | 157.273        | 84.972    | 54,03%             | 56.156    | 26.829    | 67,7%         | 32,3%          |
| Ticino                 | 209.395        | 103.471   | 49,41%             | 69.570    | 32.360    | 68,3%         | 31,7%          |
| Vaud                   | 401.595        | 212.041   | 52,80%             | 97.653    | 110.504   | 46,9%         | 53,1%          |
| Wallis                 | 200.822        | 122.768   | 61,13%             | 69.145    | 49.997    | 58,0%         | 42,0%          |
| Neuchâtel              | 108.652        | 58.576    | 53,91%             | 28.445    | 29.222    | 49,3%         | 50,7%          |
| Genève                 | 235.497        | 135.933   | 57,72%             | 53.270    | 78.823    | 40,3%         | 59,7%          |
| Jura                   | 50.030         | 24.910    | 49,79%             | 12.528    | 11.960    | 51,2%         | 48,8%          |
| Zwitserland            | 5.039.676      | 2.709.287 | 53,76%             | 1.535.010 | 1.134.440 | 57,5%         | 42,5%          |

Door deze goedkeuring is de bouw van minaretten voortaan grondwettelijk verboden in Zwitserland. De vier bestaande minaretten dienden evenwel niet te worden afgebroken.

## Reacties

### In Zwitserland

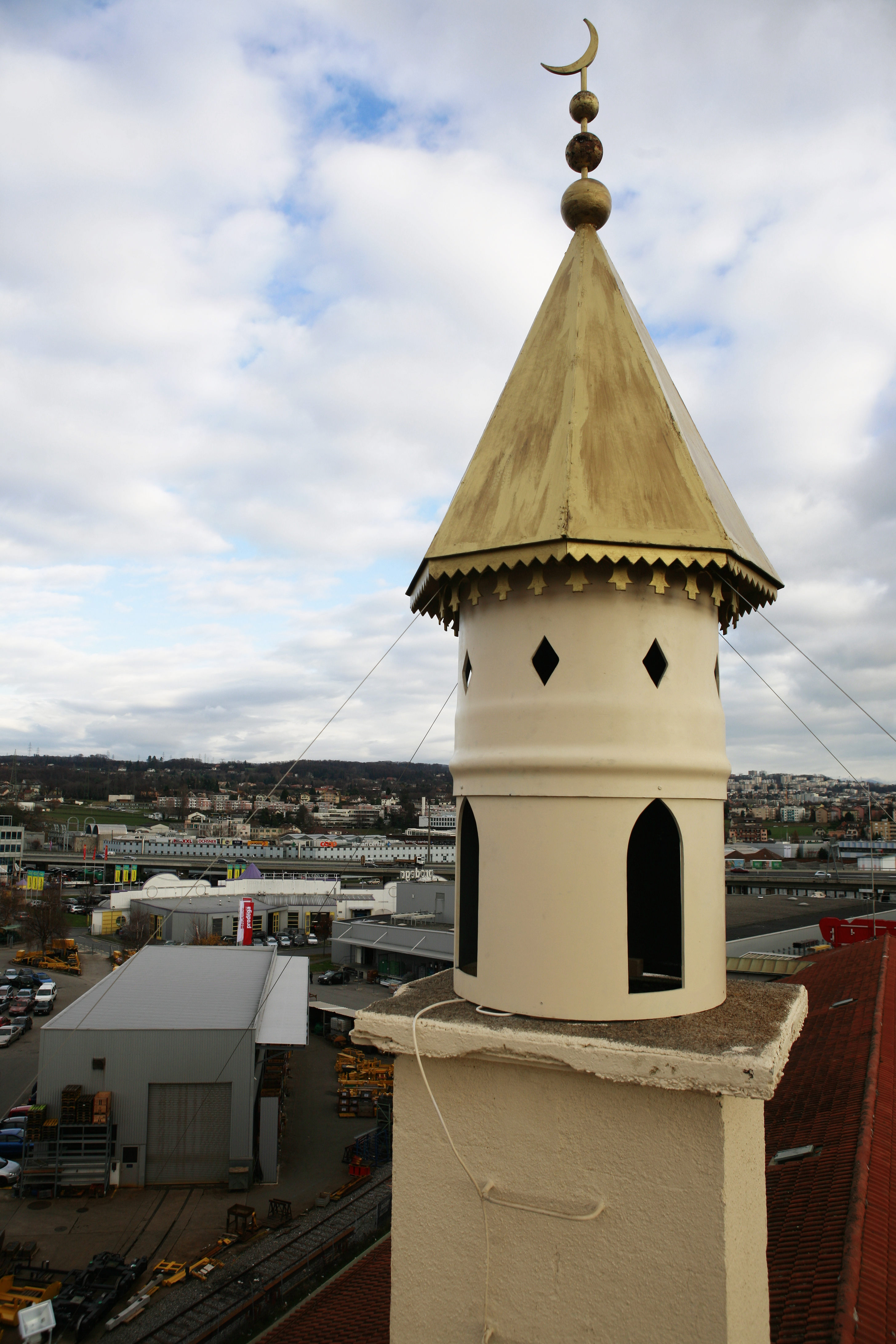
In het industrieterrein van Bussigny-près-Lausanne werd uit protest tegen de goedkeuring van het verbod een nepminaret opgetrokken.

Oskar Freysinger stelde daags na het referendum dat hij was verrast door het resultaat, maar benadrukte ook dat zijn partij niet de islam als zodanig viseerde. Christoph Blocher, een hardliner binnen de Zwitserse Volkspartij die twee jaar uit de Bondsraad was weggestemd, kondigde reeds nieuwe initiatieven aan tegen islamitische symbolen, zoals de boerka. Volgens de krant Le Temps was de Zwitserse Volkspartij zelf ook verrast door het resultaat van het referendum, waarbij de krant stelde dat een deel van de partij de uitslag betreurde.
Uit de eerste onderzoeken naar het stemgedrag van de bevolking bleek dat de uitslag vooral zou zijn ingegeven door een angst ten aanzien van de islam en enkele islamitische symbolen zoals de boerka en de hoofddoek of de sharia. Hierdoor zouden de Zwitsers niet tegen de islam hebben gestemd maar tegen het beeld van een radicale islam, een beeld dat angst veroorzaakte onder de bevolking. Ueli Leuenberger, de voorzitter van de Groene Partij, verklaarde de goedkeuring van het bevolkingsinitiatief door een "goed uitgevoerde propagandacampagne die inspeelde op vooroordelen."

### In het buitenland
Het referendum lokte ook in het buitenland verscheidene reacties uit. Enkele extreemrechtse partijen in Europa, zoals het Vlaams Belang in België, het Front National in Frankrijk en Partij voor de Vrijheid in Nederland, verheugden zich over de uitslag van het referendum. Ook de Italiaanse minister Roberto Castelli en de Oostenrijkse politicus Heinz-Christian Strache toonden zich blij met het resultaat.
De Libische leider Moammar al-Qadhafi, die in die periode reeds diplomatiek in conflict lag met Zwitserland, riep op tot een jihad tegen Zwitserland. In Indonesië sprak de Nahdlatul Ulama over een teken van haat en intolerantie ten aanzien van moslims en ook de grootmoefti van Egypte uitte kritiek.
De Franse president Nicolas Sarkozy verklaarde in een artikel in de Franse krant Le Monde: "In plaats van de Zwitsers te beschimpen omdat we hun reactie niet leuk vinden, kunnen we ons beter afvragen wat het heeft willen duidelijk maken. [...] Laten we, in plaats van het Zwitserse bevolking zomaar te veroordelen, ook proberen te begrijpen wat ze hebben willen zeggen en wat zoveel mensen in Europa en ook in Frankrijk voelen. Niets is erger dan ontkenning."